# Вајсензе (Тирингија)
Вајсензе (њем. Weißensee) град је у њемачкој савезној држави Тирингија. Једно је од 55 општинских средишта округа Земерда. Према процјени из 2010. у граду је живјело 3.540 становника. Посједује регионалну шифру (AGS) 16068058.

## Географски и демографски подаци
Вајсензе се налази у савезној држави Тирингија у округу Земерда. Град се налази на надморској висини од 143 метра. Површина општине износи 46,6 km². У самом граду је, према процјени из 2010. године, живјело 3.540 становника. Просјечна густина становништва износи 76 становника/km².